# Dyron Daal
Dyron Rudolph Daal (Amsterdam, 11 oktober 1983) is een Nederlandse voormalig profvoetballer die als aanvaller speelt.

## Carrière
Daal begon zijn voetbalcarrière in de jeugdopleiding van Ajax. Daarna speelde hij voor de amateurs van FC Omniworld. In de zomer van 2006 zou hij in eerste instantie op proef voor FC Utrecht spelen, maar nadat dat niet doorging koos hij in augustus 2006 voor het Schotse Aberdeen van coach Jimmy Calderwood. Hij tekende een 1-jarig contract op amateurbasis. Omdat hij in Aberdeen weinig aan spelen toe kwam, mede dankzij een blessure aan zijn hand, koos hij voor een verhuur tot het eind van het seizoen aan Dundee FC. Dundee kon Daal goed gebruiken vanwege een langdurige blessure van hun spits Derek Lyle. Nadat zijn contract bij Aberdeen niet werd verlengd, tekende Daal een contract bij St. Johnstone. Weer kreeg hij amper speeltijd waarna in januari 2008 het contract werd ontbonden. Hij vervolgde het seizoen in Spanje voor CF Fuenlabrada. In juni 2008 keerde Daal terug naar Schotland waar hij een 1-jarig contract tekende bij het gepromoveerde Ross County. Nadat Daal problemen bij de club had gekregen vertrok hij naar North Queensland Fury. In 2011 ging hij in Hongkong bij South China AA spelen omdat North Queensland failliet gegaan was. Per 1 januari 2012 werd zijn contact in Hongkong ontbonden. In april 2012 tekende hij bij Kienlongbank Kien Giang FC in Vietnam. Zijn passage in Vietnam was weinig succesvol en na een paar maanden mocht hij al beschikken. Op 28 augustus 2013 tekende de Nederlander een contract bij eersteprovincialer FCO Beerschot Wilrijk. In 2016 ging Daal voor RWDM Brussels spelen. In het seizoen 2017/18 kwam hij uit voor KFC Duffel. Aansluitend speelde hij tot januari 2019 voor Lyra-Lierse Berlaar.

## Interlands
Daal was international van de Nederlandse Antillen. Hij werd voor het eerst opgeroepen in 2002. Voor de kwalificatiewedstrijden in 2008 voor het WK 2010 was Daal ook in de selectie opgenomen van coach Leen Looyen.
In 2011 werd hij geselecteerd voor het Curaçaos voetbalelftal.

## Erelijst
| Kampioen Eerste provinciale Antwerpen | 1x | 2013/14 |
| Kampioen Vierde Klasse C              | 1x | 2014/15 |
| Kampioen Derde Klasse B               | 1x | 2015/16 |